# Agropsar sturninus
El estornino dáurico (Agropsar sturninus) es una especie de ave paseriforme de la familia Sturnidae propia de Asia oriental, desde el este de Mongolia y el sureste de Rusia hasta el norte de Corea y centro de China.

## Taxonomía
Anteriormente el estornino dáurico estuvo clasificado en el género Sturnus. Luego fue trasladado al género Agropsar basándose en los resultados de dos estudios filogenéticos realizados a comienzos del siglo XXI.

## Descripción
El estornino dáurico se diferencia de otras especies de estorninos por su dorso y píleo oscuro y una angosta banda en el ala.

## Distribución y hábitat
Se le encuentra en Mongolia, Rusia, China, Corea y Manchuria.
Su hábitat natural son los bosques boreales y los bosques templados.